# 源季遠
源 季遠（みなもと の すえとお）は、平安時代後期の武士・歌人。源義忠の三男・源忠宗の子。後に源重時の養子に入った。子に光季（光遠とも、豊後守）、飯富季貞がいる。

## 略歴
平忠盛や清盛の郎党として近侍し右兵衛尉、安芸守、信濃守を歴任した。久寿2年（1155年）、後白河天皇の時代には北面武士、二条天皇が立太子されると帯刀舎人となった。
著名な歌人ではないが、勅撰和歌集（詞花和歌集）に入選している（子の季貞は千載和歌集に入選している）。
- 「いかなれば氷はとくる春かぜにむすぼゝるらむ青柳の糸」（『詞花和歌集』）